# Sašo Ožbolt
Pour les articles homonymes, voir Ozbolt.
Sašo Ožbolt, né le 4 avril 1981 à Dubrovnik, dans la République socialiste de Croatie, est un joueur slovène de basket-ball, évoluant au poste d'arrière.